# عایشه بنت ابراهیم صدیق
عایشه بنت ابراهیم بن صدیق (۱۲۶۲ -  ۱۳۴۰)  قاری، حافظ قرآن و بانوی محدّث شامی بود. نزد ابن عساکر حدیث فراگرفت. سپس خود استاد شد و به زنان بسیاری حدیث آموزش داد. ابن عساکر او «بی‌همتا» در عبادت و آموزش بیان کرده که «بر بسیاری از مردان» برتری داشت.  